# Hindu templom
A hindu templom hasonlóan más kultúrákhoz és vallásokhoz, a hinduizmus követőinek az ima háza, néhány sajátos vonással.

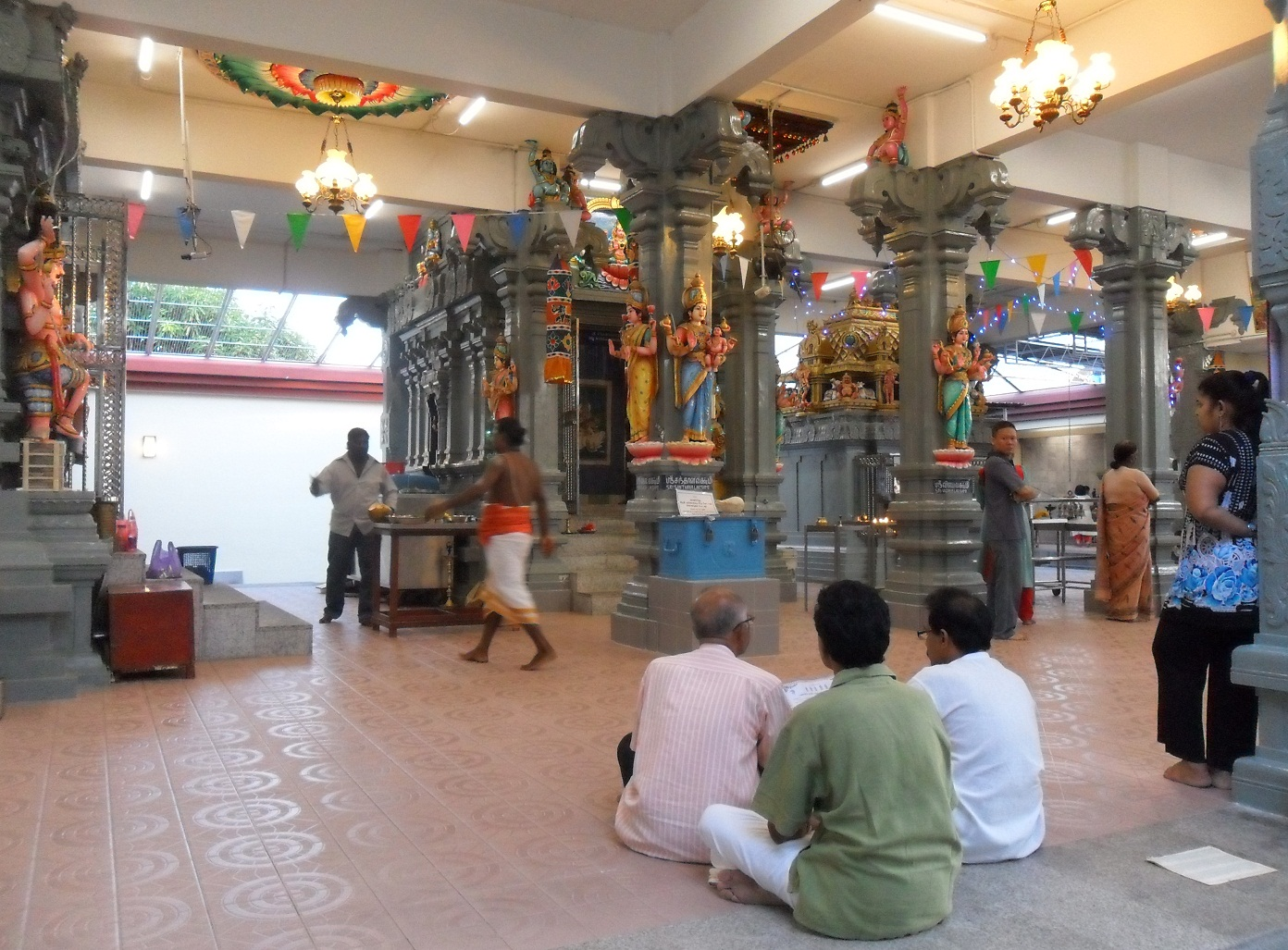
Hindu templombelső; félmeztelenül a pap. Georgetown, Penang, Malajzia

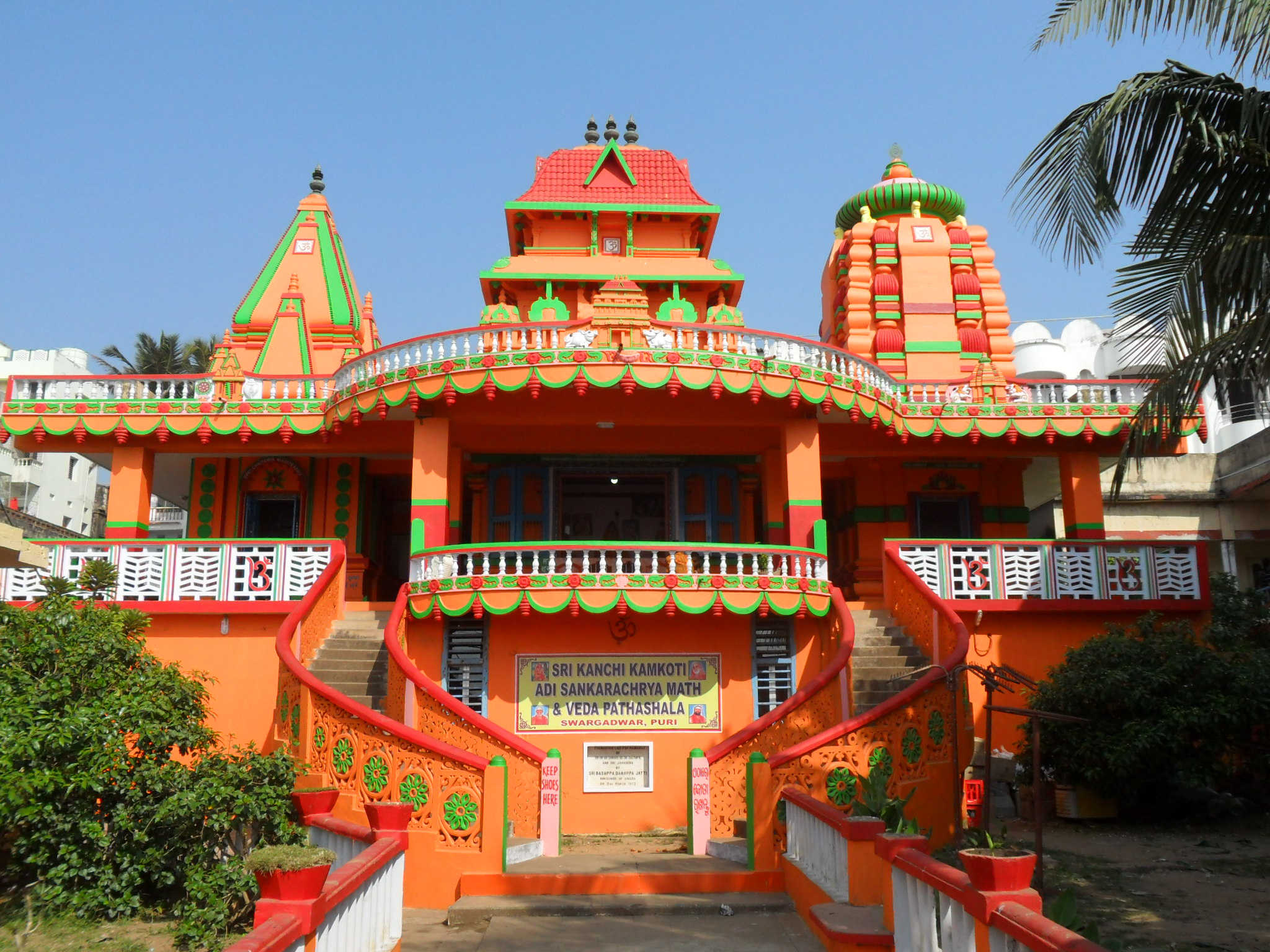
Hindu templom, Puri, Orisza állam, India

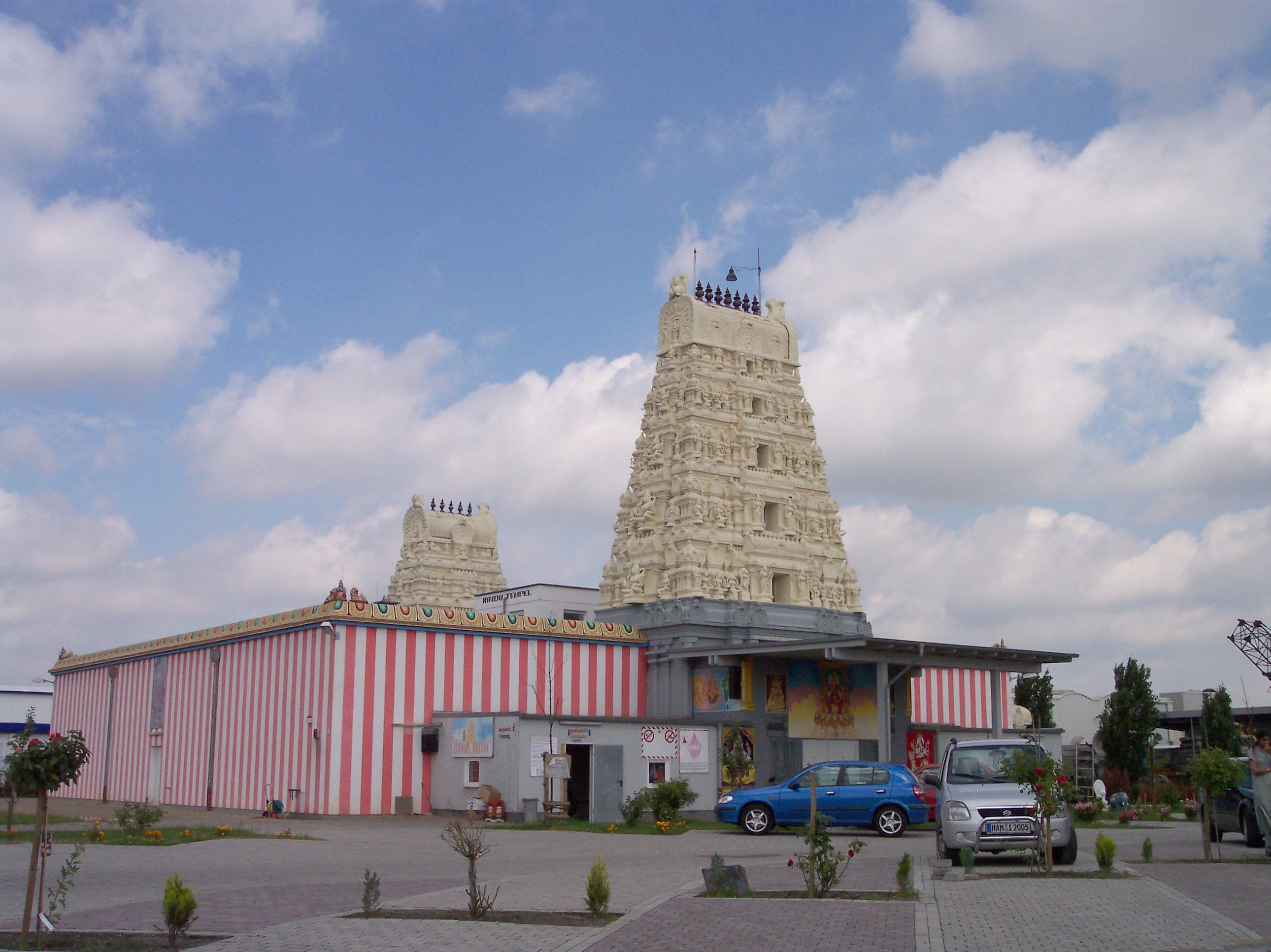
Dél-indiai stílusú hindu templom Németországban, Hamm, Sri Kamadchi Ampal-templom

## Neve
A szanszkrit मंदिर, mandir vagy mandira (ház, isten háza) szóból származik a hindi mandir (= templom) szó, illetve a vele azonos értelmű tamil கோவில் kóvil, illetve கோயில் kójil. 

## Szerepe
A hinduizmus nem vallás, mégis temérdek templomot tart fenn. A hívők számára ezek az épületek csupán kellékek. Eszközök, segédletek a koncentrációhoz.
A templom megtestesítheti Ísvara (Isten) bármely arculatát, de a dévák (félistenek) valamelyikét is. A templom a felajánlás helye, a belső fejlődés megmérettetésének színtere. A zarándok megteheti pontosan ugyanezt a saját otthonában is, nem kötelező a templomba mennie. Ha azonban mégis az ima házát választja, szimbolikus tettet hajt végre, amelynek valódi értelme a belső elmélyedés és a koncentráció.
A zarándok gyakran leborul a templomban, ha ennek szükségét érzi. Ekkor kezeit a feje előtt a földön kulcsolja össze. Ennek jelképes jelentése: az összekulcsolt kéz az egyesülés, a megtérés reménybeli aktusát jelenti, és a kéz így a fej előtt helyezkedik el ( a fej az intellektust szimbolizálja).
Az istenséget vagy dévát megtestesítő istenszobor számára nem "maga" az istenség, hanem jelkép, amely az istenség szerepét, jellegét, arculatát és üzenetét szimbolizálja. 
A hívő a templomban nem mond imát, és nem "beszélget" az istenséggel. Nem kéri semmire sem. Az imát a pap mondja el, az áldozati ajándékot is ő veszi át, a hívő helyett, mert jobban ismeri a magasrendű transzcendens megnyilvánulásokhoz való közelítés nyelvét, módszereit, hagyományait. A hívő csak akkor megy el a templomba, ha kitüntetett, fontos alkalmakkor erre a "módszerre" van szüksége. Egyéb hétköznapokon maga imádkozik otthonában, és egyedül recitálja a hagyományos fejezeteket, általában valamelyik véda megfelelő verseit, vagy az általa szabadon kiválasztott, fontosnak tartott himnuszokat.

### A papság
A templom papja, a bráhmana a szó nyugati értelmében nem "isten szolgája". Nem él semmilyen papi szervezetben, nem tartozik semmiféle vallási szövetség vagy közösség állományába. Ha brahmin, akkor teljesíthet szolgálatot egy templomban, de nem köti semmilyen papi közösség hierarchiája. Nincsen alacsonyabb vagy magasabb méltóságú bráhman sem. A templomokban csak a bráhman szolgál. Ő, magához a templomhoz – mint építményhez – hasonlóan, pusztán kisegítő, a szakértő szerepét tölti be, de nem képvisel senkit, legfőképpen a templomban elhelyezett istenséget sem.

### A felajánlás
A templomok látogatója általában gyümölcsöt és virágot visz magával felajánlásképpen. Ezt vagy a templom papja, vagy az ott lakó guru veszi át. Indiában ez a gyümölcs legtöbbször kókuszdió vagy banán.
A gyümölcs a fa termése. A gyümölcs az eredmény, a végtermék. Ez a felajánlás a karma folyamatát és törvényét jelképezi, majd annak eredményét mutatja fel. A gyümölcs ugyanakkor jelképezi a vászanákat (rejtett, belső vágyait, karmikus hatásait) is, azt, ahogy a fejlődés, az érés folyamata a karma, a tettek útján éri el a megnyilvánult végkifejletet. Amikor a hívő a templomnak kínálja az ajándékát, allegorikusan az abban jelképezett magas transzcendenciának ajánlja vászanáit.
Ha virágokat hoz valaki felajánlásul, az is a vászanákat jelképezi. Minden virág, minden szirom egy vászana. A virágot szálanként, oldalirányú helyzetbe hozva teszik az istenszobor lábaihoz. A szobor lábai a legmagasabb valóságot jelképezik. A lábak szimbolizálják a szubsztrátumot, amin a teher, a lélek nyugszik. A személyiség alkotóelemének tartópilléreit, azaz a benne megnyilvánuló transzcendentumot jelképezik.

### Az istenség
A templom szívében álló istenalak a hinduizmus egyik jellegzetességére utal: az Úr személyes jelenlétére az oltáron egy bizonyos istenalakban. Ez az istenalak (múrti) a hagyomány szerint Isten maga, az arcsá-avatára néven ismert avatára-típus.  A Srímad Bhágavatam szerint az arcsá-avatára formát felvevő Isten nyolcféle anyagi elemben inkarnálódhat, ezek: kő, fa, fém, föld, festék, homok, ékszer és elme. A tradíció üzenete: ezek az istenalakok akkor válnak imádhatóvá, ha egy különleges felkészültségű pap közreműködésével "az isteni jelenlét hatja át őket", a szentképek pedig a szentírásokban meghatározott előírások szerint készülnek el. Miután a múrtit beavatják a templomban, az oltáron megelevenítik az Úr mindennapos tevékenységeit: hajnalban a papok felébresztik a múrtit, majd - speciális mantrák kíséretében - reggelit ajánlanak neki. Napközben ebédet szolgálnak fel, majd olyan kellékeket helyeznek az oltárra, amelyekben a múrti örömét leli. Este szintén lakomát ajánlanak neki, majd mantrákat zengve lefektetik.
Az oltáron történő múrti-imádatot képzett papok végzik, miközben a hívek megtekintik az Úr oltáron álló formáját (elnyerik darsanáját). A szépen felöltöztetett és feldíszített múrti imádatát mantrák éneklése, az Úr dicsőségének magasztalása és imák ajánlása teszik teljessé. 

## Építészet
Az ortodox hindu templom teljes felépítése szimbolikus, architektúrája pedig az ember spirituális fejlődését mintázza.
India fontos templomai – lehetőség szerint – dombokon, hegyeken épültek. A magaslatokon épített templomok a lelki, szellemi magasabbrendűséget jelképezik, a világ hétköznapjainak alacsonyabb értékű jelenségeivel szemben.
A templom bejárata után a látogató egy kis haranggal találkozik. A hagyomány alapján kötelessége, hogy megkongassa, amely a templomba való belépést, és ezzel a külvilágtól, a fizikai világtól való elszakadását szimbolizálja. A harangocskák állandó vagy időnkénti morajlása bűbájos hangulatot varázsol.

## Illemszabályok
Főbb templomi illemszabályok:
- Az egyik legfontosabb templomi szabály a visszafogott öltözködés. A férfiaknak a hosszú nadrág, a nőknek pedig a hosszú szoknya, szári vagy nadrág.
- A templomba való belépés előtt a látogatóknak le kell vetniük és az épületen kívül kell hagyniuk a cipőjüket.
- Néhány templomba csak hinduk léphetnek be, s ezt az előírást a templom vezetői illetve őrei nagyon szigorúan betartatják.
- Fényképeket készíteni sok helyen nem szabad a templom belső területén.
- A templom területén a dohányzás szigorúan tilos.
- Állati bőrből készült tárgyakat nem szabad bevinni a templomokba, mert az tisztátalannak számít, s más élőlény életének kioltásából származik.
- Férfiak és nők nem érinthetik meg egymást a templomban, s viselkedésüknek mindig tiszteletteljesnek kell lennie a templomi látogatás alatt.
- Nem szabad hangoskodni, nevetgélni és szaladgálni. Minden olyan dolog tilos, amely megzavarja a vallásos áhítatot.